# Parathyma constricta
Parathyma constricta är en fjärilsart som beskrevs av Alphéraky 1889. Parathyma constricta ingår i släktet Parathyma och familjen praktfjärilar. Inga underarter finns listade i Catalogue of Life.